# Transformada de Gelfand
La transformada de Gelfand, llamada así en honor del matemático Israel Gelfand,  es una aplicación sobre un álgebra de Banach conmutativo y unitario que da lugar a funciones continuas sobre el espectro del álgebra. Esta función es importante en análisis harmónico abstracto y la base de la Teoría de Gelfand.

## Espectro de un álgebra de Banach
Dado un álgebra de Banach conmutativo y unitario {\displaystyle {\mathcal {A}}}, llamamos funcional multiplicativo en {\displaystyle {\mathcal {A}}} a todo homomorfismo no nulo de {\displaystyle {\mathcal {A}}} a {\displaystyle \mathbb {C} }. Al conjunto de todos los funcionales multiplicativos en {\displaystyle {\mathcal {A}}} se le denomina espectro de {\displaystyle {\mathcal {A}}} ({\displaystyle \sigma ({\mathcal {A}})}).

## Definición
Para cada {\displaystyle x\in {\mathcal {A}}}, definimos la función {\displaystyle {\widehat {x}}:\sigma ({\mathcal {A}})\rightarrow \mathbb {C} } dada por {\displaystyle {\widehat {x}}(h)=h(x)}. Esta función es siempre en continua, ya que la topología en {\displaystyle \sigma ({\mathcal {A}})} es la topología de la convergencia puntual en {\displaystyle {\mathcal {A}}}.
A la aplicación {\displaystyle \Gamma :{\mathcal {A}}\rightarrow C(\sigma ({\mathcal {A}}))} que lleva {\displaystyle x} a {\displaystyle {\widehat {x}}} se le denomina transformada de Gelfand en {\displaystyle {\mathcal {A}}}.

## Propiedades
1. La transformada de Gelfand es un homomorfismo y {\displaystyle {\widehat {e}}} es la función constantemente {\displaystyle 1} (donde {\displaystyle e} es el elemento unitario del álgebra).
2. Un elemento del álgebra es invertible si y solo si su imagen a través de la transformada de Gelfand es una función que nunca se anula.
3. El rango de {\displaystyle \Gamma (x)} coincide con el espectro de {\displaystyle x}.{\displaystyle \|{\widehat {x}}\|_{sup}\leq \|x\|}.